# 帝釈村
帝釈村（たいしゃくそん）は、広島県比婆郡にあった村。現在の庄原市の一部にあたる。

## 地理
高梁川水系・帝釈川の源流域と上流域に位置していた。

## 歴史
- 1889年（明治22年）4月1日、町村制の施行により、奴可郡未渡村、始終村、山中村、宇山村が合併して村制施行し、帝釈村が発足[1][2]。旧村名を継承した未渡、始終、山中、宇山の4大字を編成[2]。
- 1898年（明治31年）10月1日、郡の統合により比婆郡に所属[1][2]。
- 1924年（大正13年）帝釈川ダム完成[2]。
- 1936年（昭和11年）帝釈峡観光協会設立[2]。
- 1955年（昭和30年）4月1日、比婆郡東城町・小奴可村・八幡村・田森村・久代村・帝釈村、神石郡新坂村（一部）と合併し、東城町が存続して廃止された[1][2]。

### 地名の由来
大字未渡の真言宗永明寺の本尊帝釈天にちなみ古くから帝釈と称していたことから。

## 産業
- 農業、葉煙草、養蚕、木炭[2]

## 交通

### 県道
- 始終森線[2]
- 新市七曲西城線[2]
- 庄原東城線[2]

### 乗合バス
- 1933年（昭和8年）頃、庄原～本村～帝釈～東城間に乗合バス運行[2]。

## 教育
- 1947年（昭和22年）帝釈中学校開校[2]

## 名所・旧跡
- 帝釈峡[2]